# Zabardowice
Zabardowice (deutsch Seiffersdorf) ist ein Dorf in Niederschlesien. Der Ort liegt in der Gmina Oława im Powiat Oławski in der polnischen Woiwodschaft Niederschlesien.

## Geographie

### Geographische Lage
Das Angerdorf Zabardowice liegt sechs Kilometer westlich des Gemeindesitzes und der Kreisstadt Oława (Ohlau) und rund 25 Kilometer südöstlich der Woiwodschaftshauptstadt Breslau. Der Ort liegt in der Nizina Śląska (Schlesische Tiefebene) innerhalb der Równina Wrocławska (Breslauer Ebene).

### Nachbarorte
Nachbarorte von Zabardowice sind im Südwesten Miłonów (Mellenau), im Nordwesten Sobocisko (Zottwitz) und im Norden Lizawice (Leisewitz).

## Geschichte
Das Dorf wurde 1253 nach deutschem Recht ausgesetzt und erstmals als Siffridowe erwähnt. 1350 erfolgte eine Erwähnung als Siffridisdorph sowie 1361 als Siffridiuilla.
Nach dem Ersten Schlesischen Krieg 1742 fiel Seiffersdorf zusammen mit dem größten Teil Schlesiens an Preußen. 1783 bestanden im Ort ein Schloss, ein Vorwerk, eine Mühle, 29 Feuerstellen und 196 Einwohner.
Nach der Neugliederung Preußens gehörte die Landgemeinde Seiffersdorf ab 1815 zur Provinz Schlesien und war ab 1816 dem Landkreis Ohlau eingegliedert. 1874 wurde der Amtsbezirk Seiffersdorf gegründet, welcher die Landgemeinden Leisewitz, Mellenau, Seiffersdorf und Zottwitz und den Gutsbezirk Seiffersdorf umfasste. Erster Amtsvorsteher war der Rittergutsbesitzer Schiller in Seiffersdorf. 1885 zählte der Ort 143 Einwohner.
1933 zählte Seiffersdorf 336, 1939 wiederum 347 Einwohner. Bis 1945 befand sich der Ort im Landkreis Ohlau.
Als Folge des Zweiten Weltkriegs fiel Seiffersdorf wie fast ganz Schlesien 1945 an Polen, wurde in Zabardowice umbenannt und der Woiwodschaft Breslau angegliedert. Die deutsche Bevölkerung wurde, soweit sie nicht vorher geflohen war, weitgehend vertrieben. Die neu angesiedelten Bewohner waren zum Teil Heimatvertriebene aus Ostpolen. 1999 kam der Ort zum Powiat Oławski in der Woiwodschaft Niederschlesien. 2000 zählte das Dorf 221 Einwohner.

## Sehenswürdigkeiten
- Das Schloss Seiffersdorf (poln. Pałac Zabardowice) wurde Ende des 19. Jahrhunderts im neobarocken Stil errichtet. Das Schloss steht seit 2005 unter Denkmalschutz.[6] Am 14. April 2019 brannte der Dachstuhl des Schlosses nieder.[7]
- Schlosspark
- Vorwerksgebäude
- Hölzernes Wegekreuz

## Vereine
- Fußballverein Zorzy Zabardowice

## Persönlichkeiten
- Karl Heinrich von Paczensky und Tenczin (1731–1806), preußischer Generalmajor und Erbherr auf Seifersdorf